# Фингер (озёра)
Фингер (англ. Finger Lakes) — группа озёр на западе штата Нью-Йорк (США).
Озёра расположены южнее озера Онтарио, восточнее реки Дженеси. В группу обычно включается 11 пресноводных озёр, имеющих узкую удлинённую форму, вытянутую преимущественно с севера на юг (отсюда и название — Озёра-Пальцы). Реже включают и 12-е маленькое озеро Казеновия. Находящееся на востоке региона более широкое озеро Онайда называют «Большим Пальцем» (Thumb).
Озёра имеют ледниковое происхождение от таяния Лаврентийского щита и очень глубоки. Глубина озера Сенека при ширине менее 5 км составляет 188 м, что почти в три раза больше, чем у Великого озера Эри.
Местность у озёр Фингер имеет особый микроклимат, здесь расположено большинство виноградников штата. Также озёра популярны у жителей штата как место отдыха. На озёрах расположены лодочные клубы, проводятся соревнования по гребле.
Регион Фингер-Лейкс также известен доисторическими каменными сооружения Блафф-Пойнт.

## Озёра
Озёра имеют преимущественно индейские названия.
С востока на запад:
- Отиско (Otisco Lake)
- Сканеатлес (Skaneateles Lake)
- Оваско (Owasco Lake)
- Кейюга (Cayuga Lake)
- Сенека (Seneca Lake) — крупнейшее и глубочайшее из озёр Фингер.
- Кеюка (Keuka Lake)
- Канандейгуа (Canandaigua Lake)
- Ханиой (Honeoye Lake)
- Канадайс (Canadice Lake)
- Хемлок (Hemlock Lake)
- Конисус (Conesus Lake)

В восточной части региона расположены озёра Онайда и Казеновия, не всегда включаемые в группу Фингер.

## Галерея

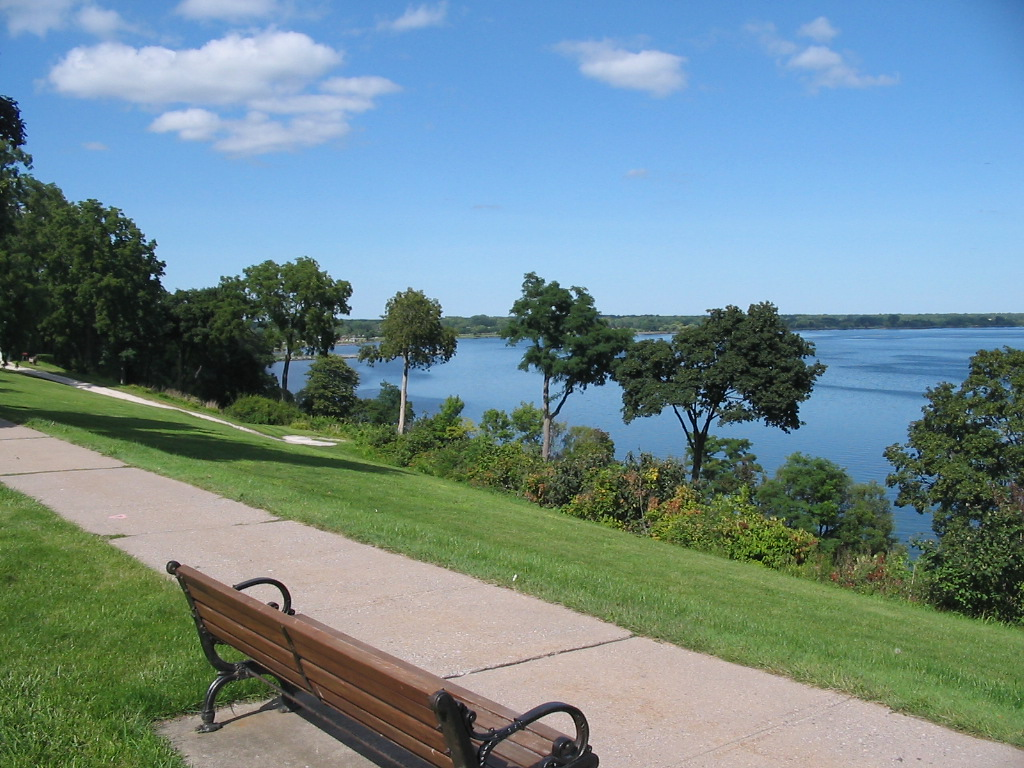
Сенека
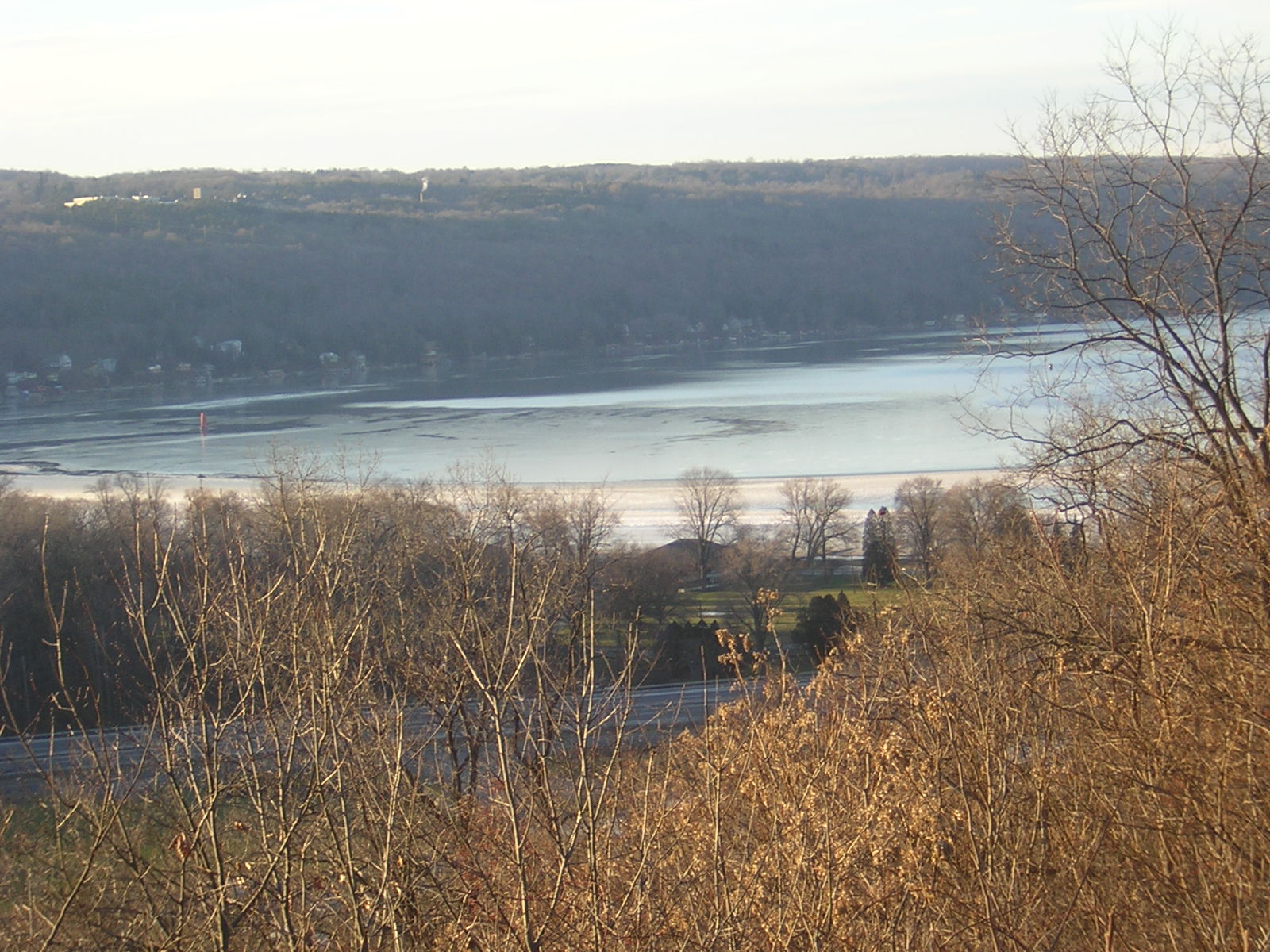
Кайюга
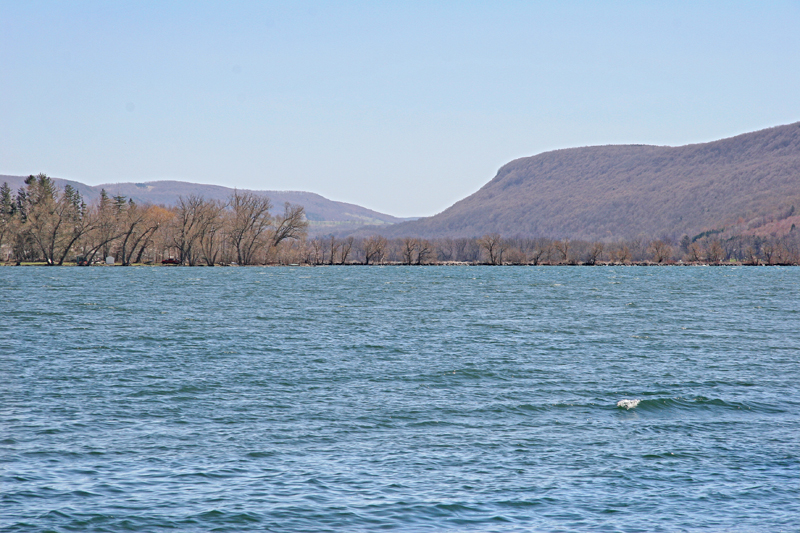
Отиско
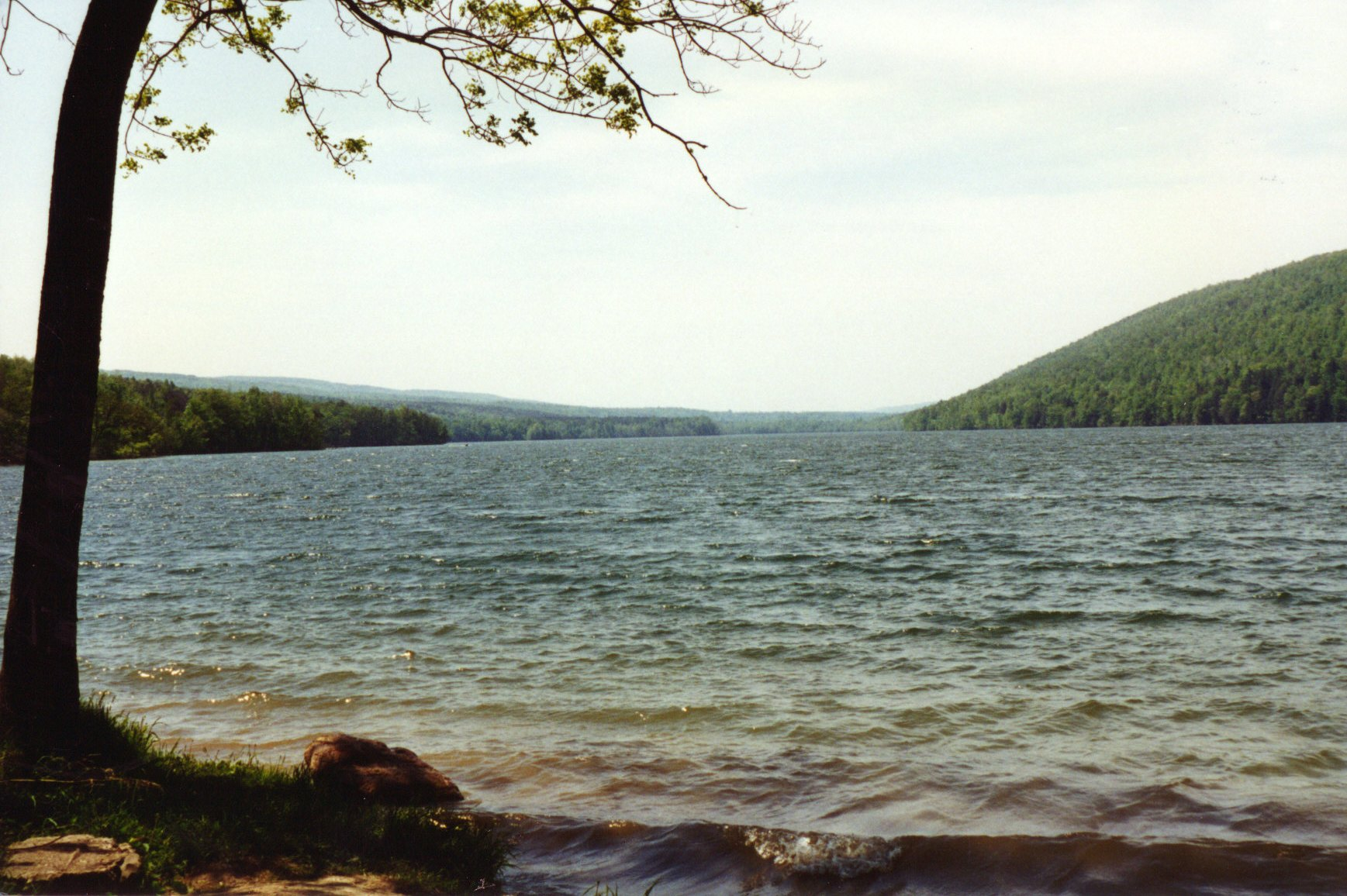
Канадайс